# Isola di Levanzo
Levanzo (in siciliano Lévanzu) è un'isola dell'Italia appartenente all'arcipelago delle isole Egadi, in Sicilia.
Si tratta della più piccola delle Egadi, con una superficie emersa di appena 5 km². Vi si trova la località omonima, frazione di Favignana, comune italiano del libero consorzio comunale di Trapani.

## Geografia
È costituita di rocce calcaree bianche che si articolano in numerose grotte. Il nome greco dell'isola era Phorbantia (Φορβαντία), probabilmente a causa dell'abbondante quantità di erba (φορβή) nell'isola. ll promontorio più alto è il Pizzo Monaco, a 270 metri s.l.m. La vegetazione è essenzialmente composta di Brassica macrocarpa, Euphorbia dendroides, Rosmarinus officinalis e Senecio cineraria.
Il paese è composto di uno sparuto gruppo di case munite di un piccolo porticciolo che dista circa 15 km da Trapani. È priva di strade rotabili, a parte un piccolo tratto di strada asfaltata che conduce alla spiaggia del Faraglione. Tale condizione di arretratezza tecnologica spiega l'integrità della sua bellezza paesaggistica.

## Siti archeologici
Sulla costa si affacciano alcune grotte, la più nota delle quali è la grotta del Genovese, uno dei più importanti siti archeologici siciliani, con le sue incisioni e pitture rupestri risalenti al Paleolitico superiore (9680 a.C.).
Inoltre, nello specchio d'acqua antistante Cala Minnola, sul versante orientale dell'isola di Levanzo, è presente uno dei siti archeologici sommersi più importanti della Sicilia: vi si trovano il relitto di una nave romana e dei resti del carico di anfore e frammenti di vasellame che giacciono a una profondità di circa 27 metri.